# Dieppe, New Brunswick
Dieppe är en ort i Kanada.   Den ligger i provinsen New Brunswick, i den östra delen av landet, 900 km öster om huvudstaden Ottawa. Dieppe ligger 42 meter över havet och antalet invånare är 18 565.
Terrängen runt Dieppe är platt. Runt Dieppe är det ganska glesbefolkat, med 28 invånare per kvadratkilometer.. Närmaste större samhälle är Moncton, 8,6 km väster om Dieppe.
I omgivningarna runt Dieppe växer i huvudsak blandskog.